# Dovarjīn
Dovarjīn (persiska: دورجين, لَماجين) är en ort i Iran.   Den ligger i provinsen Ardabil, i den nordvästra delen av landet, 400 km nordväst om huvudstaden Teheran. Dovarjīn ligger 1 322 meter över havet och antalet invånare är 232.
Terrängen runt Dovarjīn är varierad. Runt Dovarjīn är det ganska tätbefolkat, med 139 invånare per kvadratkilometer. Närmaste större samhälle är Ābī Beyglū, 2,1 km söder om Dovarjīn. Trakten runt Dovarjīn består till största delen av jordbruksmark.